# Tatjana Esperowna Lipatowa
Tatjana Esperowna Lipatowa, geborene Tatjana Esperowna Sosnina, (russisch Татьяна Эсперовна Липатова, Geburtsname russisch Татьяна Эсперовна Соснина; * 23. April 1924 in Moskau) ist eine sowjetisch-ukrainische Chemikerin und Hochschullehrerin.

## Leben
Lipatowa studierte am Moskauer Erdöl-Institut mit Abschluss 1949. Sie hatte ihren Kommilitonen Juri Sergejewitsch Lipatow geheiratet, mit dem sie 1949 den Sohn Sergei bekam.
Nach dem Studium arbeitete Lipatowa in Fachinstituten des Ministeriums für chemische Industrie der UdSSR. 1954 verteidigte sie mit Erfolg ihre Dissertation über spezielle Polymerisationen ungesättigter Verbindungen für die Promotion zur Kandidatin der physikalisch-chemischen Wissenschaften.
1955 wurde Lipatowa wissenschaftliche Mitarbeiterin des Forschungsinstituts des Lenin-Stalin-Mausoleums. 1957 wechselte sie in das Institut für Chemische Physik der Akademie der Wissenschaften der UdSSR (AN-SSSR).
1960 wurde Lipatowa wissenschaftliche Mitarbeiterin des Instituts für Allgemeine und Anorganische Chemie der Akademie der Wissenschaften der Weißrussischen Sozialistischen Sowjetrepublik in Minsk.
1965 ging Lipatowa nach Kiew und wurde wissenschaftliche Mitarbeiterin des Instituts für Chemie hochmolekularer Verbindungen der Akademie der Wissenschaften der Ukrainischen Sozialistischen Sowjetrepublik (AN-USSR). 1968 verteidigte sie mit Erfolg ihre Doktor-Dissertation aus dem Bereich der Chemie hochmolekularer Verbindungen für die Promotion zur Doktorin der physikalisch-chemischen Wissenschaften. 1969 folgte die Ernennung zur Professorin. 1976 wechselte sie in das Institut für Organische Chemie der AN-USSR. Als Hochschullehrerin betreute sie 30 Kandidat-Dissertationen und 3 Doktor-Dissertationen.
1986–1987 arbeitete Lipatowa im Kiewer Oleksandr-Bohomolez-Institut für Medizin.
Lipatowa lebt in Kiew im Ruhestand und schreibt Gedichte. Sie veröffentlichte ihre Memoiren.

## Ehrungen, Preise
- Preis der AN-SSSR und der Tschechoslowakischen Akademie der Wissenschaften für die beste kollektive Arbeit (1972)
- Pyssarschewskyj-Preis der AN-USSR (1974)
- Staatspreis der Ukrainischen Sozialistischen Sowjetrepublik (1982 mit anderen) für die Entwicklung neuer biologisch abbaubarer Polymere für medizinische Zwecke[5]